# Loi de Vegard
La loi de Vegard est une relation empirique utilisée en chimie du solide et en métallurgie. Elle énonce que dans un alliage ou une solution solide, à température constante, il existe une relation linéaire entre les paramètres de maille de la structure cristalline et les concentrations de ses éléments constituantstel que : 
{\displaystyle a_{A_{(1-x)}B_{x}}=(1-x)a_{A}+xa_{B}}